# Systra
SYSTRA er en multinational ingeniør- og konsulentkoncern inden for mobilitetssektoren, hvis aktivitetsområder omfatter jernbanetransport og offentlig transport. I 2019 havde selskabet omkring 7.300 ansatte på global plan. SYSTRA er et aktieselskab, hvor ca. 87 % af ejet af den franske stat gennem det nationale jernbaneselskab SNCF og metroen i Paris RATP. De øvrige aktionærer er nogle franske banker og medarbejderne.
I juli 2023 blev det annonceret, at SYSTRA opkøber den skandinaviske del af Atkins fra SNC Lavalin. Det betyder, at selskabet vokser med ca. 770 ansatte i Skandinavien, heraf ca. 300 i Danmark.

## Historie
SYSTRA blev grundlagt som en fusion af de to ingeniørafdelinger, SOFRERAIL fra SNCF i 1957 (SOFRERAIL, fransk selskab for studie og realisering af jernbaneprojekter) og af SOFRETU fra RATP i 1961 (SOFRETU, franske selskab for studie og realisering af bytransportprojekter).
Oprettelse af Sofrerail i 1957 fandt sted i forbindelse med rådgivningsydelser til de indiske jernbanemyndigheder og i 1961 rådgivningsydelser om urbantransport til Montreal Metro i Quebec.
I slutningen af 1995 fusionerer SOFRETU og SOFRERAIL og bliver til SYSTRA i 1997 .
Som højdepunkter kan nævnes:
- Udviklingen af metronetværk i Mexico City siden 1967, tilknyttet udviklingen af metronetværk i Santiago i Chile siden 1968.
- I 1970 kommer de første rådgivningsydelser til Cairo by med byens transportplan og detaljeprojektering af linje 1.
- Fra 1974 projektering af VAL i Lille, efterfulgte af VAL i Taipei (Taiwan), Torino, Rennes, Toulouse samt Paris – Linje 14.

Virksomheden har arbejdet som ingeniørrådgiver inden for automatiserede metroer med stærkt tilknytning til udbredelse af automatiserede (førerløse) metrosystemer i verden.
- Fra 1988 har virksomheden været involveret i byggeriet af tunnelen under Den engelske Kanal og den første højhastighedslinie i Storbritannien.

## Systra organisation
SYSTRA SA er organiseret i 4 sektorer :
• Transport rådgivning – Projekteringsafdeling
• Rådgivning
• Fire verdensomspændende salgsregioner
• Støttefunktioner
Virksomheden har datterselskaber tilknyttet moderfirmaet, hvormed de samlet set udgør SYSTRA gruppen.

### Transportrådgivning
SYSTRA SA sektoren for ingeniørrådgivning omfatter 3 afdelinger:
- Anlæg & konstruktioner (GCOA)
- Transportsystemer & -udstyr (EST)
- Projektledelse.

### Salgsdivisioner (eller markedsektorer)
SYSTRA råder over fire salgsdivisioner, der integreret med koncernens øvrige datterselskaber, hver især udgør en selvstændig enhed:
- Region Frankrig (FRA)
- Region Europa (EUR)
- Region Asie Stillehavet (APA)
- Region Afrika – Amerika – Mellemøsten (AMA)

### Støttefunktioner
- Finans- og juridisk afdeling,
- Personaleafdeling,
- Kvalitetssikringssafdeling,
- Kommunikationsafdeling

## Systra's datterselskaber og filialer
| Region               | Datterselskaber - Filialer              | By                                     | Land                          | Hjemmeside                                                              |
| -------------------- | --------------------------------------- | -------------------------------------- | ----------------------------- | ----------------------------------------------------------------------- |
| Frankrig             | Systra S.A. - Hovedsæde                 | Paris\|                                | Frankrig                      | www.systra.com                                                          |
| Frankrig             | Systra S.A. – Kontor                    | Lyon                                   | Frankrig                      | www.systra.com                                                          |
| Frankrig             | Systra S.A. – Kontor                    | Bordeaux                               | Frankrig                      | www.systra.com                                                          |
| Frankrig             | Project kontorer                        | Brest, Le Havre, Marseille, Tours, ... | Frankrig                      | www.systra.com                                                          |
| Europa               | MVA Consultancy                         | Woking – Surrey                        | Storbritannien                | www.mvaconsultancy.com Arkiveret 18. september 2020 hos Wayback Machine |
| Europa               | Systra UK                               | Woking – Surrey                        | Storbritannien                | www.mvaconsultancy.com Arkiveret 18. september 2020 hos Wayback Machine |
| Europa               | Systra Sotecni                          | Rom                                    | Italien                       |                                                                         |
| Europa               | Systra Ingeneria                        | Madrid                                 | Spanien                       |                                                                         |
| Europa               | Systra S.A. Oddział w Polsce            | Warszawa                               | Polen                         | www.systra.pl                                                           |
| Europa               | Systra Branch Latvia                    | Riga                                   | Letland                       |                                                                         |
| Europa               | Systra S.A. Franta Sucursala Bucuresti, | Bukarest                               | Rumænien                      |                                                                         |
| Afrika – Mellemøsten | Systra Maroc                            | Rabat                                  | Marokko                       |                                                                         |
| Afrika – Mellemøsten | Systra Egypte                           | Kairo                                  | Egypten                       |                                                                         |
| Afrika – Mellemøsten | Systra Dubaï                            | Dubai                                  | De Forenede Arabiske Emirater |                                                                         |
| Amerika              | Canarail                                | Montréal                               | Canada                        | www.canarail.com                                                        |
| Amerika              | Systra Consulting,                      | Little Falls – New Jersey              | USA                           | www.systraconsulting.com Arkiveret 17. juli 2019 hos Wayback Machine    |
| Amerika              | Systracade                              | Santiago                               | Chile                         |                                                                         |
| Amerika              | Mexistra                                | Mexico City                            | Mexico                        |                                                                         |
| Asien                | MVA Hong Kong                           | Hong Kong                              | Hong Kong                     | www.mvaasia.com                                                         |
| Asien                | Systra Philippines Inc                  | Pasing City                            | Filippinerne                  | www.systraphil.com                                                      |
| Asien                | Systra Taïwan filial                    | Taipei                                 | Taiwan                        |                                                                         |
| Asien                | Systra Asia Pacific Ltd                 | Hong Kong                              | Hong Kong                     |                                                                         |
| Asien                | Systra Shanghaï Consulting Co           | Shanghai                               | Kina                          | www.systra.com.cn                                                       |
| Asien                | Systra MVA Consulting                   | New Delhi                              | Indien                        |                                                                         |
| Asien                | Systra Korea filial                     | Seoul                                  | Syd Korea                     |                                                                         |
| Asien                | Systra Philippines filial               | Quezon City                            | Filippinerne                  |                                                                         |

## SYSTRA nøgleprojekter – referenceprojekter
I Frankrig :
- 2008 – pågår : Projektledelse for sporvognsprojekter i Le Havre og Brest [3]

- 2007 – 2009 : Trafikplan for bykernen Guadeloupe Guadeloupe

- 2008 – Grand Paris. I teamet, Antoine Grumbach og associerede virksomheder , gennemtænker SYSTRA muligheder for at forbinde Paris, Rouen, Le Havre, til en stor metropol hvori Seinen udtænkes som ”den store boulevard” [4].

Internationalt :
- 2009 – pågår : Den første tramway linje for byen Casablanca (Maroc)[5]

- 2008 – 2009 : 2008 – 2009: Strategiplan for mulige højhastighedslinier i Storbritannien

- 2007 – 2013 : 2007 – 2013: Projektering og byggeledelsen for installation og anlægsarbejder til den første undergrundsbane i Hanoi (Vietnam) Hanoi (Vietnam).

- 2006 – 2009/2010 : Tilsyn for de første to førerløse metrolinjer i Dubai Dubai (UAE).

- 2007 – 2009 : • 2007 – 2009: Teknisk bistand til Jerusalem Light Rail projektet Jérusalem

- 2007 – 2009 : • 2007 – 2009: Indledende forundersøgelser for den første metrolinje i Damaskus [6]

- 2006 – 2010 : • 2006 – 2010: Realisering af et nøglefærdige sporvognslinje for det østlig Algier Alger

- 2007 – 2009 : • 2007 – 2009: Bygherrerådgivning til den makedonske Jernbanemyndigheder

- 2006 – pågår : • 2006 – nuværende: Bygherrerådgivning til en fremtidig højhastighedslinje i Californien[3]

## Nøgletal[7]
| Antal medarbejder | 2008     |
| ----------------- | -------- |
| Systra S.A.       | 1202     |
| Systra gruppen    | 2499     |
| Omsætning         | 2007     |
| Systra S.A.       | 125,7 M€ |
| Systra gruppen    | 241,3 M€ |

## Fordeling af den ansvarlig kapital[7]
- Gruppen RATP : 36 %
- Gruppen SNCF : 36 %
- Banker : 28 %

## Produkter

### U formet Viaduc[8]
Den international patenterede U-viadukt er et patenteret metro/tramway viadukt løsning til et økonomisk og funktionel métro bygværk, uformet som et U der optimere byggeriet og vedligeholdelse af anlægget.
De vigtigste fordele er:
- en optimeret integration i bymiljøet (halvering af den visuel impakt på omgivelserne)
- integreret støjbeskyttelse,
- integration i brostrukturen af afsporings foranstaltninger til at holde toget på broen i tilfælde af afsporing (hvilket ikke tillader standard støjsisolering)
- fleksible og hurtig udførelse af byggeri
- omkostningsreduktion

Denne løsning er valgt til førerløse metroer i Taipei (Taiwan) og Dubai (UAE), samt Metro linje 2 i Guangzhou (Kina), Line 3 i Delhi Metro (Indien), og linjerne 4 og 5 i metro Santiago de Chile.

## Management System
Et system til kvalitetsstyring er implementeret siden 1993 og certificeret siden 1998. Dette har fulgt udviklingen af ISO 9001:2000 og er baseret på effektivitetsmåling af processer. Det sikrer en optimering af organisationen- og virksomhedens driften, såvel som de serviceydelser leveret til kunderne som følge af deres projekter.
Et miljøledelsessystem blev implementeret i 2010 og SYSTRA blev miljøcertificeret jf. ISO 14001.

## Præmie – Pris
Den 2 oktober 2008, modtog Mr. Daniel Dutoit den franske national Ingeniør pris for dens indsats i forbindelse Projektet ”Dubaï Metro”.